# Breidden Hill
Breidden Hill är en kulle i Storbritannien.   Den ligger i kommunen Powys och riksdelen Wales, i den södra delen av landet, 240 km nordväst om huvudstaden London. Toppen på Breidden Hill är 321 meter över havet.
Terrängen runt Breidden Hill är platt norrut, men söderut är den kuperad. Runt Breidden Hill är det ganska tätbefolkat, med 160 invånare per kvadratkilometer. Närmaste större samhälle är Shrewsbury, 19,7 km öster om Breidden Hill. Trakten runt Breidden Hill består i huvudsak av gräsmarker.